# Camí del Sot del Grau
El Camí del Sot del Grau és una pista rural del terme municipal de Sant Quirze Safaja, a la comarca del Moianès.
És en terres del poble rural de Bertí. Arrenca del Camí de Sant Pere de Bertí, a l'Escletxot de Can Volant, al nord del Camp d'en Coll, des d'on surt cap al sud-est. El primer tros és paral·lel pel costat de llevant al camí d'on procedeix, fins que arriba al Mirador del Sot del Grau, on gira cap al sud-oest. El final del camí és dalt dels Cingles de Bertí, al sud-oest de la masia, però una mica abans d'arribar-hi, el camí es desvia cap al sud-est per tal de baixar al cap de la vall on es troba el Sot del Grau. És un camí d'uns 825 metres de llargària.